# Lyhnidia sublitoralis
Lyhnidia sublitoralis is een slakkensoort uit de familie van de Hydrobiidae. De wetenschappelijke naam van de soort is voor het eerst geldig gepubliceerd in 1967 door Radoman.